# Histoire de la France pendant la Seconde Guerre mondiale

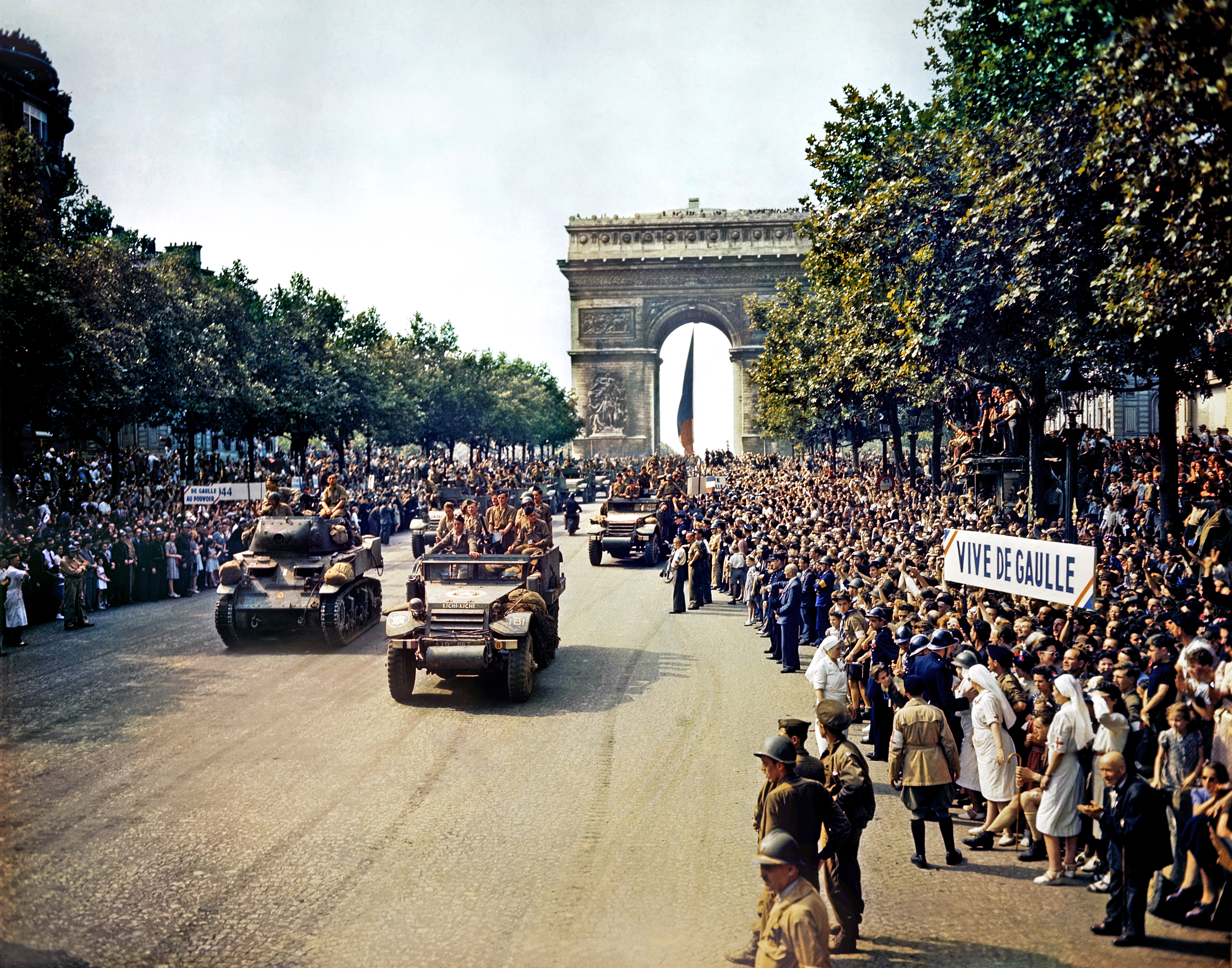
La Libération de la France en 1944.

Pour des articles plus généraux, voir Histoire de France et Seconde Guerre mondiale.
Pour une chronologie de la période, voir Chronologie de la France pendant la Seconde Guerre mondiale.
L'histoire de la France pendant la Seconde Guerre mondiale est la période de l'histoire de France se déroulant entre son entrée dans le second conflit mondial le 3 septembre 1939, deux jours après son déclenchement par l'attaque de la Pologne par l'Allemagne nazie, et la fin des hostilités en Europe le 8 mai 1945 à Berlin le maréchal Keitel signe, à son tour, la capitulation sans condition de l'Allemagne nazie, la Seconde Guerre mondiale prend fin en Europe mais la lutte continue dans le Pacifique.

## Contexte

### La France dans l'entre-deux-guerres
Après la Première Guerre mondiale, les Français nourrissent un sentiment pacifiste dû aux souffrances et aux horreurs affrontées pendant la guerre : on appelle la Grande Guerre la « Der des Ders » (la dernière des guerres).

### Les origines de la Seconde Guerre mondiale
La Seconde Guerre mondiale tire ses origines directement de la fin de la guerre précédente, la Première Guerre mondiale. Celle-ci, après avoir été arrêtée par l'armistice de Rethondes le 11 novembre 1918, se conclut par un traité de paix signé le 28 juin 1919 dans la galerie des Glaces du château de Versailles : on parle du traité de Versailles,,. Ce traité est très dur et humiliant pour l'Allemagne : perte de nombreux territoires (l'Alsace-Moselle au profit de la France, les villes d'Eupen et Malmédy au profit de la Belgique et de nombreux territoires à l'est de l'Allemagne, au profit de la Pologne restaurée comme État indépendant, avec la création du corridor de Dantzig pour donner un accès à la mer à la cette dernière, qui sépare ainsi la province de Prusse-Orientale du reste de l'Allemagne), partage de son empire colonial entre les Alliés, démilitarisation de la Rhénanie, par ailleurs occupée par les Alliés (tandis que la Sarre est administrée par la Société des Nations pour 15 ans), obligation pour l'Allemagne de reconnaître sa responsabilité dans le déclenchement de la guerre (on lui demande également de livrer l'ex-empereur alors en exil, Guillaume II, et plusieurs hauts responsables, pour les juger comme criminels de guerre), réduction des effectifs et des moyens de l'armée allemande, et obligation de procéder à de lourdes réparations,. Toutes ces dispositions créent un fort sentiment de revanche chez les Allemands qui rejettent le « diktat de Versailles »,.
Le sentiment anti-traité de Versailles, associé aux crises que traverse la jeune république de Weimar,, à l'impuissance de la Société des Nations, au morcellement politique de l'Europe centrale et à la crise économique de 1929 créent les conditions propices au déclenchement de la guerre. En 1933, Adolf Hitler, chef du Parti nazi, est porté démocratiquement au pouvoir en Allemagne, dont la situation économique est catastrophique : chômage de masse, inflation... Rapidement, il fait de l'Allemagne un État totalitaire entièrement soumis aux ordres du Führer, titre qu'Hitler prend en 1934. Hitler amorce un rapprochement avec l'Italie fasciste de Benito Mussolini et avec l'empire du Japon, formant l'Axe Rome-Berlin-Tokyo. Il multiplie les coups de force face à la France et au Royaume-Uni passifs : remilitarisation de la Rhénanie, annexion de l'Autriche (Anschluss)...
En septembre 1938, la guerre est évitée in extremis par la signature des accords de Munich : Français et Britanniques acceptent l'annexion des Sudètes par l'Allemagne, entraînant le démembrement de la Tchécoslovaquie.

## Premiers mois de conflit (1939-1940)

### Déclenchement du conflit
Au printemps 1939, l'imminence d'un nouveau conflit est inéluctable. La seule principale inconnue est l'attitude qu'aura l'Union soviétique. En août 1939, Français et Britanniques d'une part et Allemands d'autre part cherchent à obtenir le soutien de Joseph Staline. Dans la nuit du 23 au 24 août, Joachim von Ribbentrop et Viatcheslav Molotov signent le pacte germano-soviétique : les deux pays s'engagent mutuellement à ne pas s'agresser, Staline fournit une aide politique, militaire et économique à l'Allemagne tandis que lui et Hitler prévoient secrètement un partage des territoires d'Europe de l'Est qu'ils s'apprêtent à conquérir,. Ainsi à l'abri de la menace soviétique, Hitler peut librement procéder à de nouvelles conquêtes.
Dès le 29 août 1939, Hitler lance un ultimatum à la Pologne, et, le 1er septembre à l'aube, la Wehrmacht franchit la frontière germano-polonaise. Les appels à la paix du pape Pie XII, de Mussolini et du président américain Franklin Roosevelt sont vains.

### La déclaration de guerre à l'Allemagne par la France, rejointe par le Royaume Uni
Le gouvernement du Royaume-Uni, fidèle à l'engagement qu'il a pris 25 août auprès des Polonais, fait voter à son Parlement une loi l'autorisant à déclarer la guerre à l'Allemagne, et parvient à convaincre le gouvernement Daladier de la Troisième République de se joindre à lui. Or, l'article 3 Constitution française impose aussi le vote préalable d'une loi par les deux chambres du Parlement, mais comme le Président Albert Lebrun sait qu'il y aura une majorité écrasante pour refuser, il sort de la légalité et donne son accord pour que la France se joigne à la déclaration de guerre à l'Allemagne faite le 3 septembre 1939 au nom du Royaume-Uni et de la France. Les autres pays sollicités, Italie, États-Unis et républiques d'Amérique latine restent non belligérants. Par la suite, lorsque l'armée anglaise se sera enfuie en rembarquant à Dunkerque, et la défaite de l'armée française consommée, le Président Lebrun réunira les deux chambres pour remettre les pleins pouvoir au maréchal Pétain et obtenir de l'Allemagne la signature d'un traité d'armistice.

### La «drôle de guerre»
Quand la guerre commence en septembre 1939, la France est encore sous le régime de la Troisième République avec Albert Lebrun pour président de la République. Le Président du Conseil et ministre de la Défense nationale Édouard Daladier s'attribue la gestion des Affaires étrangères et dissout les organisations communistes opposées à la guerre. Le général Maurice Gamelin est reconnu généralissime.
Alors qu'Hitler est en train de conquérir l'Europe — on parle de Blitzkrieg (« guerre éclair ») — l'armée française reste passive, à l'exception de quelques avancées en Sarre, optant pour une stratégie défensive grâce à la ligne Maginot : c'est la « drôle de guerre »,,. Fin septembre, face à la défaite de la Pologne, le général Gamelin stoppe « toute action offensive ».
Une offre de paix d'Hitler le 6 octobre est refusée, tout comme la médiation du roi Léopold III de Belgique ou de la reine Wilhelmine des Pays-Bas.

### L'offensive allemande de 1940
Le 22 mars 1940, Paul Reynaud remplace Daladier à la tête du gouvernement. Le 28, il signe avec le Royaume-Uni un accord où ils s'engagent réciproquement à ne pas signer de paix séparée avec l'Allemagne. Le 17 mai 1940, le général Maxime Weygand succède à Gamelin à la tête des armées.
Le 10 mai 1940, l'armée allemande lance la bataille de France, qui commence par l'invasion des Pays-Bas, de la Belgique et du Luxembourg,. De là, ils parviennent à pénétrer en France par Sedan le 14, pour rejoindre l'Oise et la Somme,.

### La fuite de l'armée anglaise et son rembarquement à Dunkerque
Le 27 mai, les Allemands atteignent Calais où ils stationnent, après avoir reçu l'ordre d'arrêter leur avancée afin de permettre à l'armée anglaise de s'enfuir à partir du port de Dunkerque.
Sans avoir prévenu l'état-major français, tout l'armée anglaise commence le 26 mai son rembarquement vers l'Angleterre en abandonnant tout son matériel et toutes ses munitions, et en emmenant avec elle quelques contingents français,, l'opération est terminée le 4 juin.
L'avancée de l'armée allemande reprend, le gouvernement est obligé de reculer jusqu'à  Bordeaux, et le 10 juin, l'Italie déclare la guerre à la France. 
Le lendemain, Weygand voyant qu'il ne peut plus arrêter l'avancée allemande, envisage de faire cesser les combats en signant un traité d'armistice. Devant l'opposition manifestée par Winston Churchill, l'amiral François Darlan lui donne les assurances que la flotte française ne passera pas sous contrôle allemand.

### L'armistice et la mise en place du régime de Vichy

Division du territoire français mise en place par l'armistice.

Reynaud, qui préconisait de continuer la guerre en abandonnant le territoire français et repliant le gouvernement en Afrique du Nord, démissionne le 16 juin face aux nouvelles avancées de la Wehrmacht. Le président Lebrun nomme le maréchal Philippe Pétain à la tête du nouveau gouvernement. Celui-ci demande aussitôt l'armistice : le 22 juin est signé l'armistice avec l'Allemagne à Rethondes et le 24 juin celui avec l'Italie à Rome.
L'armistice parvient à limiter l'occupation de la France dont le territoire métropolitain est coupé en deux, la zone nord, dite « zone occupée » est administrée par la Wehrmacht, tandis que la zone sud, dite « zone libre » reste sous contrôle de l'État français,. La France conserve son empire colonial, sa marine, une armée de 100 000 hommes, ainsi que sa monnaie. Par ailleurs, il est convenu que deux millions de prisonniers le resteront, en Allemagne, jusqu'à la paix et que la France doit payer l'entretien des forces d'occupation allemandes. Le 2 juillet, Pétain déplace le gouvernement français de Bordeaux qui est dans la zone occupée pour l'établir à Vichy. 
Les élections ne sont plus possibles à cause de tous les hommes qui sont prisonniers ou déplacés. Le 10 juillet, le Président Albert Lebrun convoque les deux chambres réunies en une Assemblée nationale qui vote des pleins pouvoirs constituants à Philippe Pétain afin « de promulguer une nouvelle Constitution de l'État français ». Désormais « chef de l'État français », il s'attribue la totalité du pouvoir législatif et du pouvoir exécutif, ajourne les deux chambres du Parlement et nomme Pierre Laval vice-président du Conseil : c'est la fin de la Troisième République et le début du régime de Vichy.

### L'appel à la Résistance

La croix de Lorraine devient l'emblème de la Résistance française.

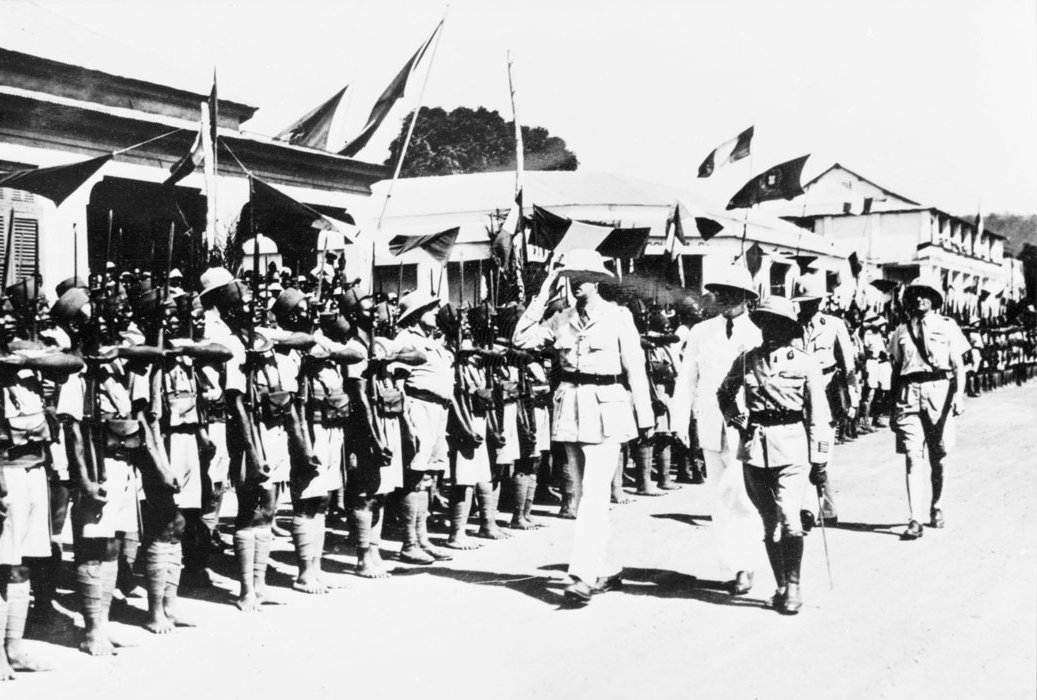
De Gaulle passant en revue ses troupes à Bangui en Afrique-Équatoriale française (aujourd'hui en République centrafricaine).

Tandis que le maréchal Pétain tout juste nommé chef du gouvernement demande l'armistice, le 17 juin, Charles de Gaulle, nommé le 5 juin dans le gouvernement Reynaud, rallie Londres le jour même et proclame le lendemain dans son « appel du 18 juin » son refus de l'armistice et appelle à continuer le combat aux côtés du Royaume-Uni : c'est la naissance de la France libre.
Au cours de l'été, il obtient le ralliement d'une partie de l'Empire colonial français : Afrique-Équatoriale française, établissements en Inde, Tahiti et Nouvelle-Calédonie.

## Le régime de Vichy (1940-1944)
Le régime de Vichy est un régime autoritaire, antisémite et de collaboration. le Maréchal Pétain ayant obtenu les pleins pouvoirs, il supprime le sénat et la chambre des députés : c'est un régime anti-démocratique. Les opposants au régime ( comme les communistes ) sont traqués par la milice et envoyés dans des camps d'enfermement. Pétain censure la presse, supprime de nombreuses libertés et utilise la propagande pour faire parvenir ses idées. un culte de la personnalité se crée également autour de lui.
En octobre 1940, une loi sur le statut des juifs (sans que les nazis le demandent) est créée : certains métiers sont interdits aux juifs. L'état Français (la France n'est plus une république) met en place une propagande antisémite. Les juifs ont l'obligation d'indiquer la mention "juif" sur les papiers d'identité. À partir de juillet 1942, les personnes juives ont l'obligation de porter l'étoile jaune sur leurs vêtements. Ils sont ainsi facilement reconnaissables.
Le Maréchal Pétain fait du régime de Vichy un régime de collaboration : il rencontre Hitler en octobre 1940 à Montoire. La milice, créée en 1943, traque les opposants au régime et certains français combattent volontairement dans l'armée nazie. La France verse également des frais d'occupation au Reich (400 millions de francs par jour). En 1943, le Service de Travail Obligatoire (STO) est créé pour envoyer les jeunes français travailler dans les usines Allemandes. Cela poussera des milliers de français refusant de travailler pour l'ennemi à résister.

Pétain participe aussi au génocide juif, en faisant arrêter et déporter des juifs par les autorités françaises. Le 16 et le 17 juillet 1942 a lieu la rafle du vélodrome d'hiver, où 13000 juifs de Paris sont livrés aux nazis.

## Conséquences

### Bilan du conflit

#### Bilan humain
Les deux tableaux suivant présentent les pertes militaires (coloniaux et métropolitains, conscrits et militaires d’active, soldats réguliers et résistants etc) et civiles de la France (au total un peu plus de 520 000 morts) selon les estimations les plus récentes (2018). Le tableau  des pertes militaires distingue parmi les tués, ceux qui ont combattu dans les forces françaises et ceux qui ont combattu dans les rangs de l'armée allemande (Malgré-nous, Milices, SS/LVF).(prière de revoir les chiffres des pertes civiles). 
| Pertes militaires de la France      | N       | %    |
| ----------------------------------- | ------- | ---- |
| Dans les forces françaises          | 173 770 | 79,7 |
| Campagne 1939-1940                  | 65 000  | 29,8 |
| Armée de libération                 | 27 570  | 12,6 |
| dont Tunisie 1943                   | 5 100   | 2,3  |
| dont Italie 1944                    | 8 665   | 4,0  |
| dont Provence 1944                  | 1 144   | 0,5  |
| dont France/Reich 1945              | 10 461  | 4,8  |
| Résistants                          | 33 000  | 15,1 |
| tués au combat                      | 12 000  | 5,5  |
| fusillés                            | 2 900   | 1,3  |
| fusillés comme otage                | 834     | 0,4  |
| en déportation                      | 18 000  | 8,3  |
| FFL                                 | 3 200   | 1,5  |
| Prisonniers                         | 45 000  | 20,6 |
| Dans les rangs de l'armée allemande | 44 333  | 20,3 |
| Malgré-nous                         | 32 000  | 14,7 |
| SS/LVF                              | 8 000   | 3,7  |
| Milices                             | 4 333   | 2,0  |
| Total                               | 218 103 | 100  |

| Pertes civiles de la France                    | N       | %    |
| ---------------------------------------------- | ------- | ---- |
| Non précisé                                    | 50 000  | 16,4 |
| Bombardements alliés                           | 72 000  | 23,6 |
| Travailleurs morts en Allemagne (Sto, relève…) | 40 000  | 13,1 |
| Exécutions                                     | 26 266  | 8,6  |
| Déportations (non juifs)                       | 42 000  | 13,8 |
| Juifs                                          | 75 000  | 24,6 |
| Total                                          | 305 266 | 100  |